# Armas Taipale
Armas Rudolf Taipale (Helsinki, 27 luglio 1890 – Turku, 9 novembre 1976) è stato un discobolo finlandese.

## Biografia
Ha gareggiato per la Finlandia alle Olimpiadi di Stoccolma nel 1912, vincendo le medaglie d'oro nel lancio del disco e nel lancio del disco a 2 mani (la somma del lancio con la destra e quello con  la sinistra). Dopo la guerra è stato uno dei campioni a ritornare in pista e partecipò alle Olimpiadi di Anversa nel 1920. Non riuscì a riconfermarsi campione, ma ottenne comunque la medaglia d'argento nel lancio del disco, dietro il connazionale Elmer Niklander. La competizione del lancio del disco a due mani già non c'era più.

## Palmarès
| Anno | Manifestazione  | Sede      | Evento                      | Risultato | Misura  | Note            |
| ---- | --------------- | --------- | --------------------------- | --------- | ------- | --------------- |
| 1912 | Giochi olimpici | Stoccolma | Lancio del disco            | Oro       | 45,21 m | Record olimpico |
| 1912 | Giochi olimpici | Stoccolma | Lancio del disco a due mani | Oro       | 82,86 m |                 |
| 1920 | Giochi olimpici | Anversa   | Lancio del disco            | Argento   | 44,19 m |                 |